# Sulfafurazol
Sulfafurazolul (denumit și sulfizoxazol) este un antibiotic din clasa sulfamidelor, derivat de izoxazol Prezintă o activitate largă pe bacterii Gram-pozitive și bacterii Gram-negative. Este utilizat uneori în combinație cu eritromicina.